# Бауэр, Эрвин Симонович
Э́рвин Си́монович Ба́уэр (венг. Bauer Ervin; 19 октября 1890, Левице, Нитранский край — 11 января 1938, Ленинград) — советский биолог-теоретик венгерского происхождения. Брат писателя Белы Балажа.

## Биография
Из еврейской семьи. Отец — филолог и переводчик Симон Бауэр (1851—1897) — преподавал французский и немецкий языки в реальном училище. Окончил медицинский факультет в Гёттингене в Германии, где занимался гистологией и патологической анатомией. В 1914 г. сдал экзамен на врача и был мобилизован в австро-венгерскую армию. В 1915—1918 годах работал в гарнизонной больнице.
Его первая жена — известная венгерская писательница Маргит Каффка и их маленький сын умерли в 1918 году от гриппа. Увлекшись социалистическими идеями, Бауэр стал коммунистом и принял участие в венгерской революции 1919 года. После её подавления осенью 1919 года вместе со второй женой, Стефанией Силард, эмигрирует в Вену, затем в Гёттинген. В 1921 году они приезжают в Прагу, где Бауэр становится ассистентом профессора Ружчки в отделе общей биологии и экспериментальной морфологии Карлова университета.
В 1925 году по приглашению директора Института профессиональных заболеваний им. Обуха в Москве Бауэр переселяется в СССР и работает в лаборатории общей биологии. В 1931 году организует лабораторию общей биологии во вновь созданном Биологическом институте им. К. А. Тимирязева. В 1934 году переехал с семьёй в Ленинград, куда был приглашен во вновь созданный Всесоюзный институт экспериментальной медицины (ВИЭМ) для организации отдела общей биологии с лабораториями: общей биологии, раковой, обмена веществ, биологической и физической химии, электробиологической, биофизической. Под эгидой ВИЭМ был издан главный труд Бауэра «Теоретическая биология». Бауэр и его жена были арестованы в один день, 3 августа 1937 года, их дети, малолетние сыновья Михаил (р. 1925) и Карл (р. 1934), отданы в детские дома.
Эрвин и Стефания Бауэр был приговорены к расстрелу и погибли в один день 11 января 1938 года.

## Принцип устойчивого неравновесия живых систем
Бауэр не занимался специально вопросами пространства и времени, но его конкретные исследования проблем теоретической биологии напрямую связаны с ними и дают для них важные наведения. В своей главной книге Бауэр сформулировал принцип устойчивого неравновесия живых систем:

«Все и только живые системы никогда не бывают в равновесии и исполняют за счёт своей свободной энергии постоянно работу против равновесия, требуемого законами физики и химии при существующих внешних условиях».

(Теоретическая биология, с. 43).
Этот принцип служит для кардинального различения работающей живой системы и работающей механической системы или машины.
Неравновесие означает, утверждает Бауэр, что все структуры живых клеток на молекулярном уровне заранее заряжены «лишней», избыточной по сравнению с такой же неживой молекулой энергией, что выражается в неравенстве потенциалов, в созданном химическом или электрическом градиенте, тогда как в неживой замкнутой системе любые градиенты распределяются в соответствии с правилом энтропии равномерно. Эту «лишнюю» энергию, существующую в живых клетках на любом уровне, Бауэр называет «структурной энергией» и понимает как деформацию, неравновесие в строении живой молекулы.
Смысл принципа устойчивого неравновесия заключается в биофизических аспектах направления движения энергии в живых системах. Бауэр утверждает, что работа, производимая данной структурой живой клетки, выполняется только за счёт неравновесия, а не за счёт поступающей извне энергии, тогда как в машине работа выполняется напрямую от внешнего источника энергии. Организм употребляет поступающую извне энергию не на работу, а только на поддержание данных неравновесных структур.

«Следовательно, для сохранения их, то есть условий системы, необходимо их постоянно возобновлять, то есть постоянно затрачивать работу. Таким образом, химическая энергия пищи потребляется в организме для создания свободной энергии структуры, для построения, возобновления, сохранения этой структуры, а не непосредственно превращается в работу».

(Там же, с. 55). Требуемая же по функции данной структуры работа выполняется автоматически, за счёт самопроизвольного выпрямления структурной деформации.
Таким образом, организм занимается только созданием неравновесности, или неравновесных молекулярных структур, а каждая данная функция выполняется за счёт их стремления к равновесию.
В этом центральном теоретическом построении Бауэром заложена возможность отыскания некоторого биологического ритма, неразрывно связанного с пространственным строением живых клеток. Неравновесное строение живой материи не остаётся косным и постоянным, оно ритмически заряжается и спонтанно разряжается в соответствии с выполняемой функцией. Бауэр приводит эмпирические данные, которые он смог выявить, для характеристики или оценки продолжительности зарядки, которая не бывает мгновенной, как не бывает мгновенной и релаксации живой молекулы, которая наступает независимо от того, совершена работа или нет. Это время пребывания молекулы в заряженном состоянии и может считаться показателем биологического ритма, а также основным процессом, поскольку выявлен на биофизическом уровне и, возможно, является общим для любых структур в организме любого эволюционного уровня. Обобщая исследования того времени, Бауэр приходит к выводу, что в свободном, несвязном состоянии, вне организма, выравнивание потенциала заряженной молекулы происходит за 10-8 — 10-7 сек. «Если же молекулы ассоциированы или тем более включены в решетку кристалла, так что уже нельзя говорить об отдельных молекулах, то выравнивание возбужденного деформированного состояния будет длиться значительно дольше.» (Там же, с. 191—192). Насколько именно дольше, таких данных в поле зрения Бауэра нет, поэтому осталось только самое общее предположение. Эти данные появились уже после смерти Бауэра в работах других ученых.
Таким образом эти конкретные наблюдения Бауэра, вытекающие из его принципа неравновесности живой системы, дают исследователям биологического времени и другим теоретикам основания для дальнейшей работы в данном направлении.

## Печатные работы
- Бауэр Э. Введение в экспериментальное изучение наследственности. // Приложение 8-e к Трудам по прикладной ботанике, 1913
- Бауэр Э. С. Физические основы в биологии. — М.: Изд. Мособлздравотдел, 1930. — 103 с.
- Бауэр Э. С. Теоретическая биология. М. — Л.: Изд. ВИЭМ, 1935. — 206 с.